# Washington, Village and Capital, 1800-1878
Washington, Village and Capital, 1800-1878,  (en français, Washington, village et capitale, 1800-1878) est un livre d'histoire, publié en 1962 par l'historienne américaine Constance McLaughlin Green. Cet ouvrage de 445 pages, premier tome d'une série de deux, retrace l'histoire de la capitale américaine de 1800 à 1878. Le second tome, intitulé Washington, Capital City, 1879-1950 et publié en 1963, concerne l'histoire de la ville et son évolution jusqu'en 1950. 
Washington, Village and Capital, 1800-1878 a valu à son auteure le prix Pulitzer d'histoire en 1963. 
Depuis 1976, les deux tomes sont également proposés en un volume unique, intitulé Washington: A History of the Capital, 1800-1950, comprenant les années 1800-1950.

## Éditions
- Washington, Village and Capital, 1800-1878, Princeton University Press, Princeton (N.J.), 2017, 1962, 445 p.  (ISBN 9780691045726)
- Washington: A History of the Capital, 1800-1950, Princeton University Press, Princeton (N.J.), 2017, 1094 p.  (ISBN 978-0691654348)